# Lyoffans
Lyoffans é uma comuna francesa na região administrativa de Borgonha-Franco-Condado, no departamento de Alto Sona. Estende-se por uma área de 4,49 km². Em 2010 a comuna tinha 379 habitantes (densidade: 84,4 hab./km²).